# 밀레니엄 타워 (두바이)
밀레니엄 타워(Millennium Tower)는 아랍에미리트 두바이에 위치한 마천루이다. 높이는 285m에 달하며 층수는 총 60층이다. 2006년 완공됐다. 밀레니엄 타워에는 방 3개 아파트 301세대와 방 2개 아파트 106세대가 들어와 있다. 타워 부근에는 471대 규모의 주차 공간이 있는 10층짜리 주차 타워가 자리해 있다.

## 같이 보기
- 두바이의 마천루 목록
- 아랍에미리트의 마천루 목록